# Jacques de Beaufranchet
Pour les articles homonymes, voir Beaufranchet.
Jacques Pelet de Beaufranchet, seigneur d'Ayat, de Laschamps, de Beaumont et de Grandmont, né en 1728, mort en 1757 lors de la bataille de Rossbach (Saxe), est un militaire français du XVIIIe siècle, un des membres notables de la famille auvergnate des Beaufranchet et l'époux de Marie-Louise O'Murphy.

## Éléments biographiques
Jacques de Beaufranchet est le seigneur d’Ayat. Sa sœur Amable est l'épouse de Gilbert Antoine Desaix et la mère du général Desaix, héros de la bataille de Marengo.
Il commence une carrière militaire en devenant capitaine aide-major au régiment de Beauvoisis.
Le 25 novembre 1755, il épouse Marie-Louise O'Murphy, ancienne maîtresse de Louis XV et modèle du peintre François Boucher pour le tableau Mademoiselle O'Murphy. Louis XV la marie à Jacques de Beaufranchet moyennant le don de 200 000 livres de dot, 1 000 livres pour les frais de noces et 50 000 livres octroyées à l'époux. Jacques de Beaufranchet et Marie-Louise O'Murphy ont un fils, Louis Charles Antoine, qui deviendra général des armées de la République et de l'Empire. 
Major général d'infanterie de l'armée commandée par le prince de Soubise, Jacques de Beaufranchet meurt très jeune au début de la guerre de Sept Ans, à la bataille de Rossbach.

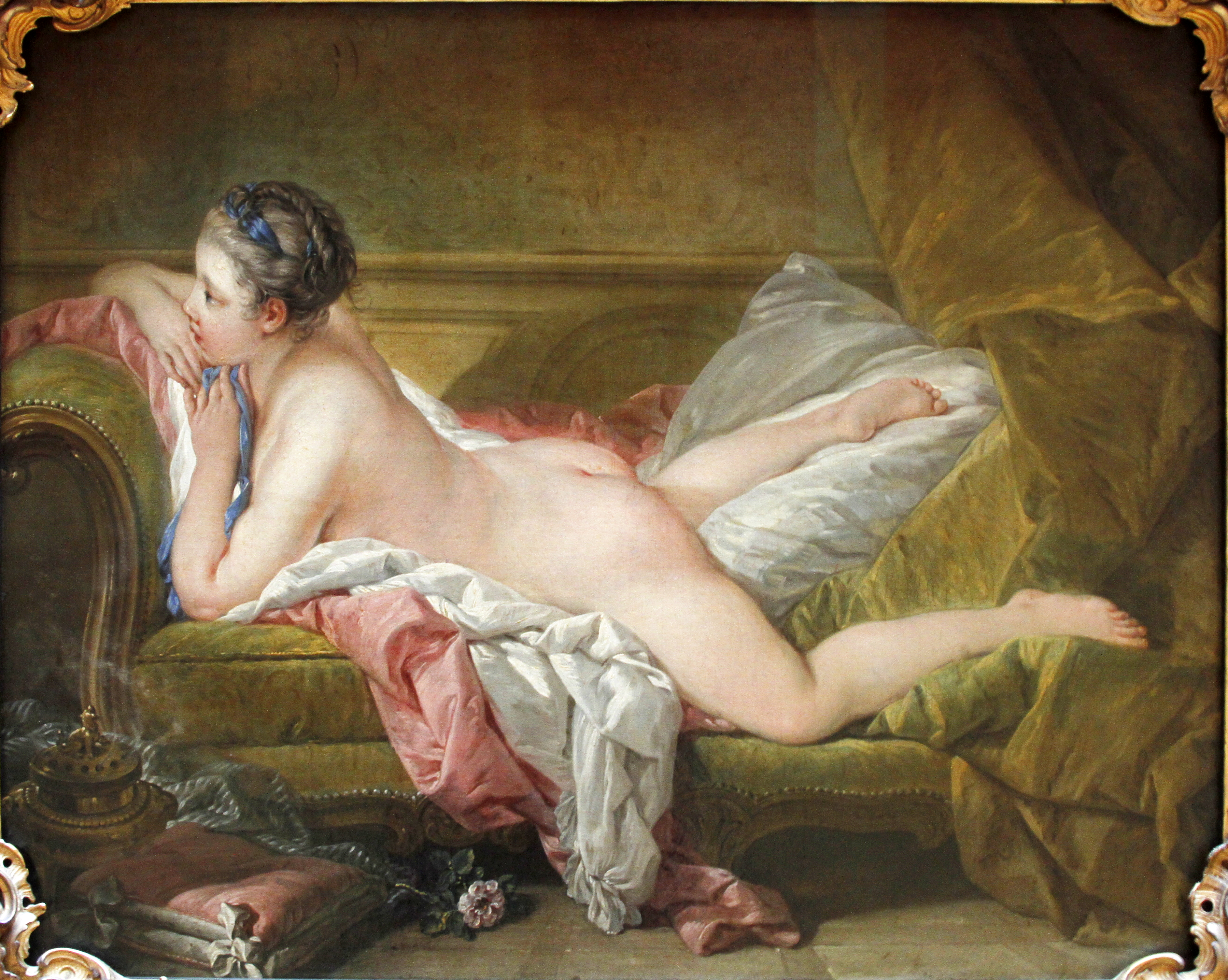
L'épouse de Jacques de Beaufranchet, Mademoiselle O'Murphy par Boucher, 1752, Alte Pinakothek, Munich.